# وريد رحمي
الأوردة الرحمية هي روافد للأوردة الحرقفية الغائرة.

## وصلات خارجية
- uterine+veins في قاموس إي ميديسين

- http://www.ucd.ie/vetanat/images/38.gif